# Chrysoplatycerus
Chrysoplatycerus is een geslacht van vliesvleugeligen uit de familie Encyrtidae. De wetenschappelijke naam van dit geslacht is voor het eerst geldig gepubliceerd in 1889 door Ashmead.

## Soorten
Het geslacht Chrysoplatycerus omvat de volgende soorten:
- Chrysoplatycerus colombiensis Kerrich, 1978
- Chrysoplatycerus ferrisi Timberlake, 1922
- Chrysoplatycerus flavicollis (De Santis, 1972)
- Chrysoplatycerus howardii Ashmead, 1900
- Chrysoplatycerus ixion Noyes, 2000
- Chrysoplatycerus splendens (Howard, 1888)